# Dolok Saribu (Dolok Pardamean)
Dolok Saribu is een bestuurslaag in het regentschap Simalungun van de provincie Noord-Sumatra, Indonesië. Dolok Saribu telt 1577 inwoners (volkstelling 2010).